# Nguồn nuôi kiểu chuyển mạch

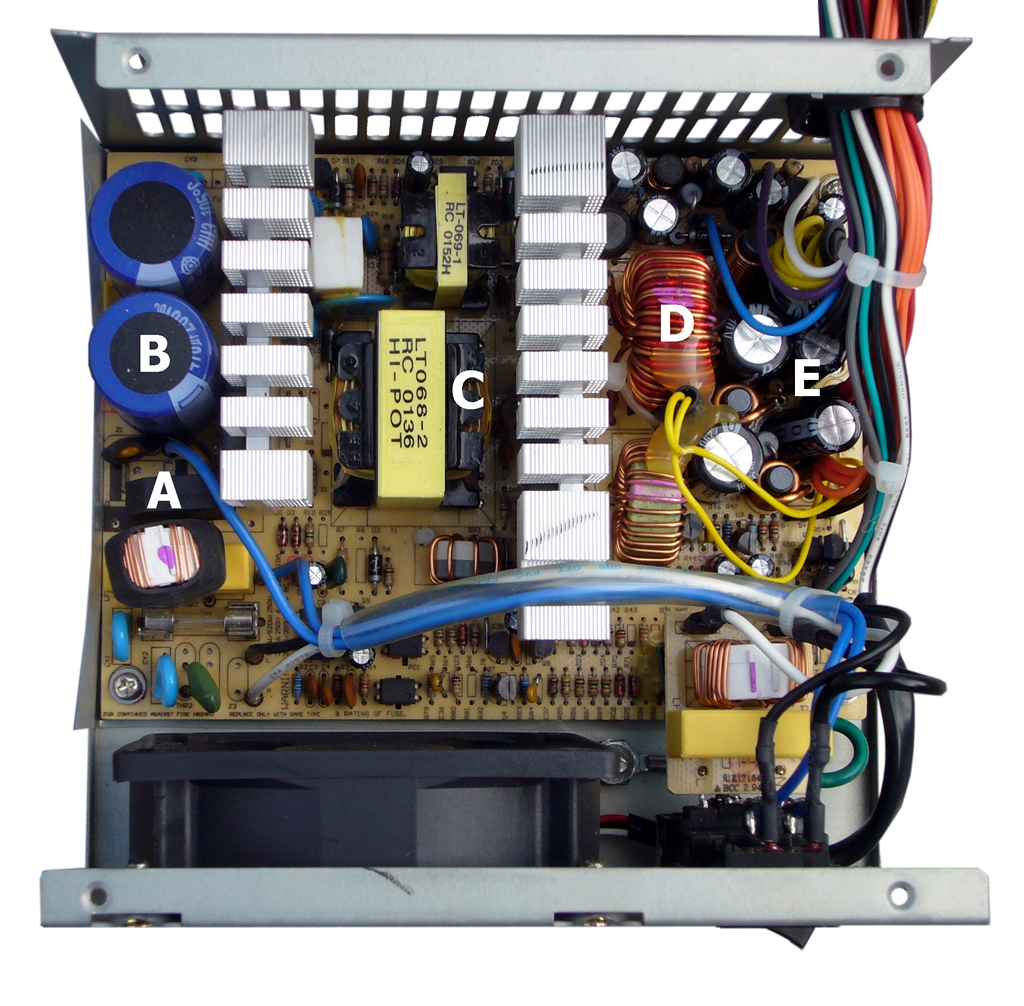
Bên trong bộ nguồn máy tính ATX

Trong kỹ thuật điện tử bộ nguồn nuôi kiểu chuyển mạch là bộ nguồn nuôi thực hiện biến đổi điện sơ cấp DC sang tần số siêu âm, sau đó thông qua biến áp và chỉnh lưu để cho ra các mức điện áp DC khác ổn định làm nguồn nuôi các mạch điện. Năng lượng điện được đưa qua các transistor đóng mở theo chế độ chuyển mạch, nên được gọi là Switching. Tần số và độ rộng kỳ mở transistor (duty cycle) được điều chỉnh thông qua phản hồi âm từ điện áp ra, để năng lượng truyền qua vừa đủ, nhằm giữ cho điện áp ra ổn định.
Bộ nguồn còn được gọi là Nguồn chuyển mạch, Nguồn kiểu xung hay ngắn gọn là Bộ nguồn xung, hay Nguồn Switching do có tên xuất phát theo tiếng Anh là Switched-mode power supply.
Ngày nay các nguồn ổn áp kiểu xung có điều khiển chiếm vị trí thống trị trong các máy điện tử. Đó là do chúng đảm bảo hiệu suất biến đổi cao, tiêu tán năng lượng thấp, điều khiển bật tắt thuận lợi, thiết kế mềm dẻo, trọng lượng và không gian chiếm chỗ thấp.

## Khái quát
Nguồn năng lượng điện cấp cho các thiết bị được lấy từ nguồn sơ cấp, thường có hai loại chính:
- Nguồn điện AC 220 V hoặc 110 V của lưới điện hoặc của máy phát điện cục bộ.
- Pin sạc (ắc qui), pin thường,... là nguồn điện DC có điện áp từ 3 V đến cỡ trăm V.

Ngoài ra trong một số máy điện tử phức tạp thường có nhu cầu đổi điện từ mức nguồn đang có sang các mức nguồn khác cấp cho các mạch cụ thể.
Các mạch tiêu thụ thường có điện áp 3 V, 5 V, 9 V, 12 V, 24 V,... Một số mạch dùng mức cao hơn chưa chuẩn hóa, ví dụ nguồn nuôi trong đèn LED chiếu sáng thường vào cỡ 20 đến 80 V tùy dãy LED và công nghệ chế tạo LED. Cá biệt trong các mạch điện cao áp (HV) cho các đèn nhân quang điện sử dụng mức 800 đến 2200 V.
Thành phần chủ yếu của mạch có:
- Một mạch tạo dao động cho ra tín hiệu có thể điều chỉnh tần số và chu kỳ xung (duty cycle). Tín hiệu có tần số chính thường cỡ 10 - 40 KHz
- Tín hiệu được đưa tới điều khiển tầng công suất transistor hoạt động ở chế độ chuyển mạch, đóng mở cho nguồn sơ cấp đưa tới cuộn sơ cấp của biến áp.
- Các cuộn thứ cấp được quấn với tỷ số biến áp xác định, từ đó điện được chỉnh lưu, lọc và cấp tới lối ra (Output).
- Mức điện áp lối ra được đưa tới mạch phản hồi âm, điều chỉnh giảm chu kỳ xung và cả tần số, nếu điện áp ra cao hơn định mức.

Các thành phần phụ trợ có các phần tử cách ly nguồn lối ra (Output) với điện lưới vào (Input), mạch giám sát trạng thái các mức nguồn và mạch bảo vệ nhằm đảm bảo an toàn cho các tải tiêu thụ nếu nguồn Switching bị lỗi. Nguồn switching thiết kế mạch rất đa dạng, và có thể phân loại theo các tiêu chí khác nhau.